# Carlos de Pena
Carlos María de Pena Bonino (Montevidéu, 11 de março de 1992) é um futebolista uruguaio que atua como meio-campista. Atualmente joga no Coritiba.
De origem um lateral-esquerdo, atuou em uma variedade de funções ao longo de sua carreira, chegando até a jogar como centroavante.

## Carreira

### Nacional
Realizou sua estreia oficial pelo Nacional no dia 19 de fevereiro de 2013, numa vitória por 3–2 contra o Toluca, fora de casa, no Estádio Nemesio Díez, em partida válida pela Libertadores.

### Middlesbrough
De Pena envolveu-se em um acidente de carro a caminho do aeroporto antes de sua transferência por 2,6 milhões de libras para o Middlesbrough. O meia fez sua primeira estreia pelo Boro em 22 de setembro de 2015, com uma vitória por 3 a 0 na terceira rodada da Copa da Liga contra o Wolverhampton no Riverside Stadium.

### Real Oviedo
Em 31 de janeiro de 2017, De Pena foi emprestado ao Real Oviedo, da Segunda Divisão Espanhola, até o final da temporada. Após o fim do empréstimo, o jogador teve seu contrato rescindido por mútuo consentimento no dia 19 de julho, pondo fim a uma estada de dois anos em que ele disputou apenas 11 partidas.

### Retorno ao Nacional
De Pena voltou a assinar com o Nacional em janeiro de 2018. Após um ano no clube, ele saiu novamente.

### Dínamo Kiev
Em 10 de abril de 2019, De Pena assinou com o Dínamo de Kiev, vice-campeão do Campeonato Ucraniano. Com o clube, ele conquistou a Copa da Ucrânia de 2019–20 e as Supercopas da Ucrânia de 2019 e 2020. Em 17 de abril de 2021, marcou, de pênalti, o gol da vitória durante o derby contra o rival Shakhtar Donetsk, realizado no Estádio Olímpico de Kiev.
Voltou a conquistar o campeonato nacional em 25 de abril de 2021.

### Internacional
Em 1 de abril de 2022, de Pena transferiu-se para o Internacional e assinou contrato de empréstimo até o final do ano. Marcou seu primeiro gol com a camisa colorada foi no dia 21 de maio, contra o Cuiabá, na Arena Pantanal, em partida válida pelo Campeonato Brasileiro. O jogo terminou empatado no placar de 1 a 1.
No dia 2 de abril de 2024 o Internacional informou a rescisão de contrato com o atleta, que disputou 102 partidas pelo clube, tendo contribuído com 11 gols e 14 assistências.

### Bahia
Em 11 de abril de 2024, o Bahia oficializou a contratação do jogador, com contrato até o final de 2024, tendo opção de renovação por mais uma temporada. Ele estreou-se em virada contra o Fluminense, por 2 a 1, em um jogo bem disputado na Arena Fonte Nova, em Salvador, Bahia. O jogo valeu pela segunda rodada do Campeonato Brasileiro.
De Pena encerrou sua passagem pelo Bahia ao fim da temporada, onde pelo Esquadrão fez 37 partidas, bem como esteve em campo em 31 das 38 rodadas do Campeonato Brasileiro, mas quase sempre na condição de reserva, e foi titular apenas quatro vezes.

### Coritiba
No dia 12 de março de 2025, o Coritiba anunciou a contratação do uruguaio Carlos De Pena. O jogador, que estava sem contrato desde o fim de 2024, é reforço para a disputa da Série B do Brasileiro após as eliminações na Copa do Brasil e no Campeonato Paranaense.

## Estatísticas
Atualizadas em 13 de abril de 2024
| Clube                | Temporada         | Liga                      | Liga     | Liga | Copa     | Copa | Taça da Liga | Taça da Liga | Continental | Continental | Outros   | Outros | Total    | Total |
| Clube                | Temporada         | Divisão                   | Partidas | Gols | Partidas | Gols | Partidas     | Gols         | Partidas    | Gols        | Partidas | Gols   | Partidas | Gols  |
| -------------------- | ----------------- | ------------------------- | -------- | ---- | -------- | ---- | ------------ | ------------ | ----------- | ----------- | -------- | ------ | -------- | ----- |
| Nacional             | 2012–13           | Primera División Uruguaia | 6        | 1    | —        | —    | —            | —            | 4           | 0           | —        | —      | 10       | 1     |
| Nacional             | 2013–14           | Primera División Uruguaia | 24       | 3    | —        | —    | —            | —            | 6           | 2           | —        | —      | 30       | 5     |
| Nacional             | 2014–15           | Primera División Uruguaia | 26       | 9    | —        | —    | —            | —            | 2           | 0           | —        | —      | 28       | 9     |
| Nacional             | 2015–16           | Primera División Uruguaia | 2        | 2    | —        | —    | —            | —            | 3           | 0           | —        | —      | 5        | 2     |
| Nacional             | Total             | Total                     | 58       | 15   | —        | —    | —            | —            | 15          | 2           | —        | —      | 73       | 17    |
| Middlesbrough        | 2015–16           | Campeonato EFL            | 6        | 0    | 1        | 0    | 3            | 0            | —           | —           | —        | —      | 10       | 0     |
| Middlesbrough Sub-21 | 2016–17           | —                         | —        | —    | —        | —    | —            | —            | —           | —           | 1        | 0      | 1        | 0     |
| Real Oviedo          | 2016–17           | Segunda Divisão           | 7        | 1    | 0        | 0    | —            | —            | —           | —           | —        | —      | 7        | 1     |
| Nacional             | 2018              | Primera División Uruguaia | 14       | 1    | —        | —    | —            | —            | 11          | 0           | 1        | 0      | 26       | 1     |
| Dínamo de Kiev       | 2018–19           | Premier League Ucraniana  | 8        | 1    | 0        | 0    | —            | —            | 0           | 0           | 0        | 0      | 8        | 1     |
| Dínamo de Kiev       | 2019–20           | Premier League Ucraniana  | 28       | 9    | 3        | 0    | —            | —            | 6           | 0           | 1        | 0      | 38       | 9     |
| Dínamo de Kiev       | 2020–21           | Premier League Ucraniana  | 19       | 3    | 2        | 0    | —            | —            | 11          | 3           | 1        | 1      | 33       | 7     |
| Dínamo de Kiev       | 2021–22           | Premier League Ucraniana  | 16       | 2    | 0        | 0    | —            | —            | 6           | 0           | 1        | 0      | 23       | 2     |
| Dínamo de Kiev       | Total             | Total                     | 71       | 15   | 5        | 0    | —            | —            | 23          | 3           | 3        | 1      | 102      | 19    |
| Internacional        | 2022              | Campeonato Brasileiro     | 34       | 5    | —        | —    | —            | —            | 9           | 0           | —        | —      | 43       | 5     |
| Internacional        | 2023              | Campeonato Brasileiro     | 27       | 2    | 4        | 0    | —            | —            | 11          | 1           | 12       | 2      | 54       | 5     |
| Internacional        | 2024              | Campeonato Gaúcho         | —        | —    | —        | —    | —            | —            | —           | —           | 5        | 1      | 5        | 1     |
| Internacional        | Total             | Total                     | 62       | 7    | 4        | 0    | —            | —            | 20          | 1           | 17       | 3      | 103      | 11    |
| Bahia                | 2024              | Campeonato Brasileiro     | 2        | 0    | —        | —    | —            | —            | —           | —           | —        | —      | 2        | 0     |
| Bahia                | Total             | Total                     | 0        | 0    | 0        | 0    | —            | —            | 0           | 0           | 0        | 0      | 2        | 0     |
| Total na carreira    | Total na carreira | Total na carreira         | 218      | 39   | 10       | 0    | 3            | 0            | 69          | 6           | 22       | 4      | 322      | 49    |

1. ^Saltar para:a b c Disputas da Copa Libertadores da América
2. ^ Aparição(ões) na Copa Sul-Americana
3. ^ Aparição(ões) no Troféu EFL
4. ↑ Nove partidas pela Copa Libertadores, duas pela Copa Sul-Americana
5. ^ Aparição na Supercopa Uruguaya
6. ↑ Duas participações na Liga dos Campeões da UEFA, quatro participações na Liga Europa da UEFA
7. ^Saltar para:a b c Aparições na Supercopa da Ucrânia
8. ↑ Nove partidas e três gols na Liga dos Campeões da UEFA, duas na Liga Europa da UEFA
9. ^ Aparições na Liga dos Campeões da UEFA

## Títulos
Nacional
- Primeira Divisão Uruguaia: 2014–15

Dínamo de Kiev
- Supercopa da Ucrânia: 2019 e 2020
- Copa da Ucrânia: 2019–20 e 2020–21
- Campeonato Ucraniano: 2020–21

### Líder de assistências
- Copa do Brasil de 2023 (3 assistências)